# عبدالله عادل
عبدالله عادل (انگلیسی: Abdullah Adil؛ زادهٔ ۷ فوریهٔ ۱۹۹۴) بازیکن کریکت اهل افغانستان است.